# Waikato
Waikato är en av de 16 regionerna på Nya Zeeland. Regionen ligger på Nya Zeelands norra huvudö, Nordön. Sitt namn har regionen fått från den långa Waikatofloden som rinner genom området.

## Geografi
I väster begränsas regionen av Tasmanhavet. Det kustnära området består mestadels av kuperad terräng, men i norr runt Waikatoflodens utlopp blir terrängen flackare. Kustlinjen bryts av tre stora naturliga hamnar: Raglan Harbour, Aotea Harbour och Kawhia Harbour. Området kring Raglan är känt för sina stränder med svart vulkansand och de goda förutsättningar som erbjuds för surfning vid Manu bay och Ruapuke beach. 
Öster om kullarna vid kusten breder Waikatoflodens breda flodslätt ut sig. Regionen har ett fuktigt tempererat klimat och landet består till stora delar av bördig jordbruksmark, men de förekommer även odikade torvträskmarker. Det är på flodslätten som den största delen av regionens befolkning är bosatt. Marken här används intensivt inom jordbruket både för boskap, framför allt mjölkkor, och till odling av grödor som till exempel majs. 
I de norra delarna av regionen kring Te Kauwhata produceras några av Nya Zeelands bästa viner. I området finns även flera grunda sjöar, den största av dessa är Waikaresjön.
I öster reser sig landet upp mot bergskedjorna Kaimai och Mamakus skogbeklädda sluttningar. De övre delarna av Waikatofloden används för vattenkraft till elproduktion, och flera stora konstgjorda sjöar finns i regionens sydöstra delar.

## Demografi
| Befolkningsutvecklingen i Waikato 1991–2018 | Befolkningsutvecklingen i Waikato 1991–2018 | Befolkningsutvecklingen i Waikato 1991–2018 | Befolkningsutvecklingen i Waikato 1991–2018 | Befolkningsutvecklingen i Waikato 1991–2018 |
| ------------------------------------------- | ------------------------------------------- | ------------------------------------------- | ------------------------------------------- | ------------------------------------------- |
|                                             |                                             |                                             |                                             |                                             |
| År                                          |                                             |                                             | Folkmängd                                   |                                             |
| 1991                                        | 1991                                        |                                             | 331 026                                     |                                             |
| 1996                                        | 1996                                        |                                             | 350 112                                     |                                             |
| 2001                                        | 2001                                        |                                             | 357 726                                     |                                             |
| 2006                                        | 2006                                        |                                             | 380 823                                     |                                             |
| 2013                                        | 2013                                        |                                             | 403 641                                     |                                             |
| 2018                                        | 2018                                        |                                             | 458 202                                     |                                             |
|                                             |                                             |                                             |                                             |                                             |